# Stefan Henze (Politiker)

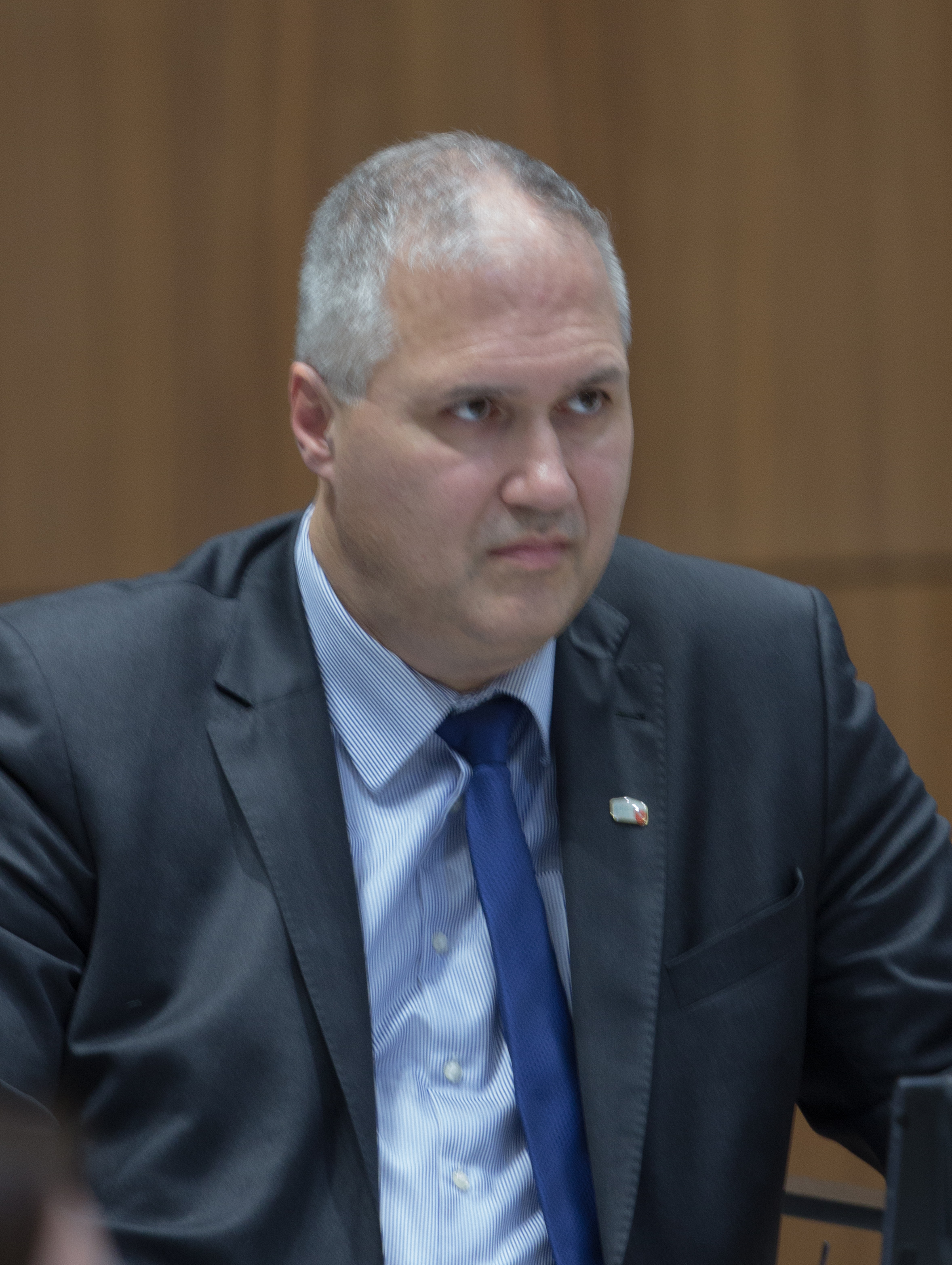
Stefan Henze (2018)

Stefan Henze (* 17. Juli 1965  in Hannover) ist ein deutscher Politiker der Alternative für Deutschland (AfD). Von November 2017 bis November 2022 war er Mitglied des Niedersächsischen Landtages.

## Leben
Henze ist als EDV-Finanzbuchhalter tätig. Er trat 2013 in die AfD ein. Bei den Kommunalwahlen in Niedersachsen 2016 wurde er in den Rat der Stadt Lehrte gewählt. Seit 2016 ist Henze Mitglied der Regionsversammlung der Region Hannover. Ihm gelang am 15. Oktober 2017 der Einzug als Abgeordneter in den Landtag Niedersachsen für die AfD. Ab der Auflösung der AfD-Fraktion im Niedersächsischen Landtag bis zum Ende der Legislaturperiode im November 2022 war Henze als fraktionsloser Abgeordneter tätig. Nach der Landtagswahl in Niedersachsen 2022 schied er aus dem Landtag aus.
Henze kandidiert bei der vorgezogenen Bundestagswahl 2025 im Bundestagswahlkreis Hannover-Land II und auf Listenplatz 9 der AfD Niedersachsen.